# Gastprostitution
Gastprostitution bezeichnet nach heutigen Vorstellungen die im Mittelalter in Europa und Asien übliche Sitte, aus Gastfreundschaft dem Besucher die Tochter oder Ehefrau mit ins Bett zu geben.

## Beschreibung
Bei dieser besonderen Form der Gastfreundschaft wurde dem Besucher nicht nur Unterkunft gewährt, sondern ihm auch die Ehefrau, Tochter, Schwester, Dienerin oder sonst eine dem Gastgeber verpflichtete Frau ins Bett gelegt. Der Gast sollte allerdings Sittsamkeit beweisen und musste deshalb, wie das aus der ritterlichen Epoche bekannt ist, sein Schwert zwischen sich und die Beischläferin legen. Auch kam es vor, dass die Ehefrau ihre Hälfte des Ehebettes räumen musste, um Platz für den Gast zu schaffen. Das Angebot konnte nur schwerlich ausgeschlagen werden, da es ein Zeichen der Gastfreundschaft war.